# 유대인의 집
유대인의 집(히브리어: הַבַּיִת הַיְהוּדִי)은 이스라엘의 종교주의 극우 정당이다. 네오파시즘, 네오나치즘 성향의 서구권의 주요 극우 정당들과는 다르게 홀로코스트의 잔혹함과 수천년동안 떠돌아다닌 민족의 설움, 나치에게 학살당한 유대인들의 설움을 강조하며, 유대인의 인종적 우월성, 아랍인 인종차별을 주장하는 극우적인 시오니즘 정당이다.
대외적으로는 팔레스타인이 실질적으로 지배하고 있는 영토를 침략하려는 팽창주의 성향을 내포하고 있다. 내부적으로는 이슬람계 유대인에 대한 차별을 옹호한다. 이들을 반대하는 진영에서는 유대판 나치, 즉 "시오나치"(Zionazi)라고 비난받기도 한다.

## 같이 보기
- 하레디 - 유대인의 집을 지지하는 주요 계층